# Химса (гора)
Химса (груз. ხიმსა), Капишистра (კაპიშისტრა) — горная вершина Абхазии, в Сухумском районе/Сухумском муниципалитете, высшая точка Бзыбского хребта (Большой Кавказ). Высота 3150 м над уровнем моря (по другим данным 3033,8 м).
Находится в юго-восточной части одноимённого хребта. К северу от горы находится одноимённый ледник, который в 1985—2014 годах уменьшился более чем вдвое — с 1,59 км² до 0,71 км². К западу от горы находятся гора Келасури и одноимённый перевал, на котором берёт начало одноимённая река.
Восточный склон пологий, остальные — крутые. Гора сложена из порфировых минералов. Склоны покрыты субальпийскими и альпийскими лугами.